# アダム・ウェイクマン
アダム・ウェイクマン（Adam Wakeman、1974年3月11日 - ）は、イングランドのミュージシャン。オジー・オズボーン・バンドにおけるキーボード奏者およびリズム・ギタリストとして知られる。また、ブラック・サバスのオフステージでもキーボードとギターを演奏していた。ウェイクマンは、アニー・レノックス、トラヴィス、カンパニー・オブ・スネイクス、ストローブス、ウィル・ヤング、ヴィクトリア・ベッカム、アトミック・キトゥン、マーティン・バレ、ユーライア・ヒープ、ディープ・パープルなどとも共演している。彼は1960年代の幻滅したジャズ・ピアニスト、ミルトン・キーンズという架空のキャラクターを創造し、ジャズ・サバス名義でYouTubeのモキュメンタリーやアルバムを数枚リリースしている。アルバム『Volume 2』は2022年にビルボード・ジャズ・チャートで6位にランクインした。
ウェイクマンは父のリック・ウェイクマンと度々コラボレーションし、共にアルバムをリリースしてきている。彼はソロ・アルバム『Soliloquy』、『100 Years Overtime』、『Real World Trilogy』、『Neurasthenia』もリリースしている。2006年にはダミアン・ウィルソンと共に自身のバンド、ヘッドスペースを結成した。

## 略歴
ウェイクマンは音楽一家に生まれ、オリヴァー・ウェイクマンの弟、そして長年にわたりイエスのキーボード奏者を務めたリック・ウェイクマンの息子である。8歳でクラシック・ピアノを弾き始めた。ドクター・ジョン、モンティ・アレキサンダー、ドリーム・シアターのジョーダン・ルーデス、マリリオンのマーク・ケリーに影響を受けたと語り、マリリオンの「Incommunicado」のソロは子供の頃に最初に習った曲の一つであった。17歳までにABRSMのグレード8を取得し、父親と共にファースト・アルバムをレコーディングした。父と息子は広範囲にツアーを行い、オーケストラや合唱団を伴った本格的なロック演奏に合わせてグランドピアノに座った。24歳で『キーボード・マガジン』誌の最優秀新人賞を受賞し、すぐにロンドンでセッション活動を開始した。
1990年代半ば、ウェイクマンはフレイザー・ソーニークロフト＝スミスと共にジェロニモ・ロードを結成。バンドの解散後に、Explore Multimediaレーベルからアルバム『Live at the Orange』をリリースした。2000年と2001年には、父のかつてのバンドであるストローブスとツアーを行った。
2006年には、ボーカルのダミアン・ウィルソン、ギタリストのピート・リナルディ、ベーシストのリー・ポメロイ、ドラマーのリチャード・ブルックと共にプログレッシブ・ロック・バンド「ヘッドスペース（Headspace）」を結成。2007年には、ウェンブリー・アリーナ、バーミンガムズNIA、ダブリンズ・ザ・ポイントでのオジー・オズボーンとのサポート公演に合わせてEP『I am...』をリリース。デビュー・コンセプト・アルバム『I Am Anonymous』は、2012年5月22日にインサイド・アウト / センチュリー・メディア・レーベルより全世界同時リリースされた。
リックとは、ウェイクマン・ウィズ・ウェイクマン名義で数枚のアルバムをレコーディングし、父のソロ・アルバム3枚にも参加した。1992年からリックのツアーにも参加し、ボーダーTVの1996年の放送とVHS版マン島からの『The New Gospels』、アルゼンチンのグラン・レックスからのDVD、そして2009年の『The Six Wives of Henry VIII Live at Hampton Court Palace』にも出演した。オジー・オズボーンの2010年リリースのアルバム『スクリーム』には、アダム・ウェイクマンが共作した曲が5曲収録されているが、ライナーノーツの誤りにより、「I Want It More」はオズボーンとケヴィン・チャーコのみクレジットされていた。

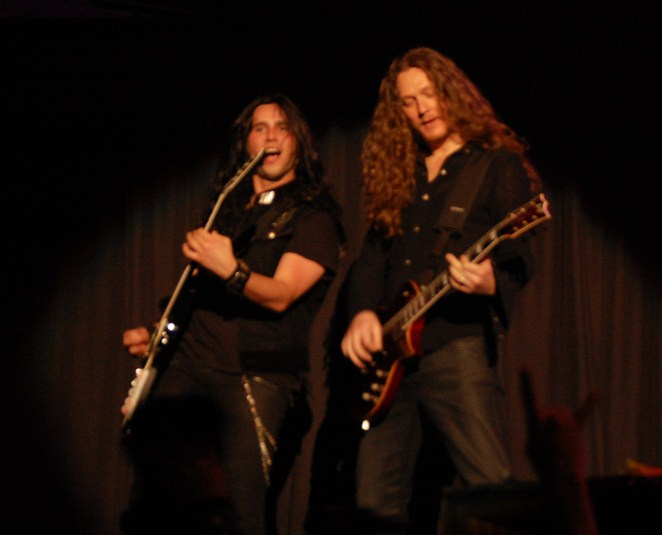
演奏するウェイクマン（右・2011年）

ウェイクマンは、複数のプロダクション・ミュージック・ライブラリーのために200曲以上の楽曲を作曲し、2010年にwww.theperfectmusiclibraryを設立して映画、テレビ、メディア向けの音楽制作と代理を行っている。同社のディレクターとして、彼はBBC、ITV、Skyを含むほとんどの主要テレビ局に楽曲を提供してきた。
2011年7月2日、ウェイクマンはヘッドスペースのメンバーと共にロンドンのTotalRockラジオで自身のラジオ番組を開始し、毎月第一土曜日に『The best rock, metal and prog over the last 30 years（過去30年間で最高のロック、メタル、プログレ）』を放送した。
また2011年には、ホワイトスネイクのオリジナル・メンバーであるミッキー・ムーディとニール・マーレイ、ローリー・ワイズフィールド（ウィッシュボーン・アッシュ）、ハリー・ジェイムズ（サンダー、マグナム）、クリス・オージー（ハートランド）と共にバンド、スネイクチャーマーを結成した。
2012年11月、ウェイクマンは、以前兄と父も参加していたバンド、ストローブスの同年のツアーに参加し、2015年にも再びツアーに参加した。
2020年、アダム・ウェイクマンはマーティン・バレのラテンアメリカ・ツアーに参加した。
2020年2月、ウェイクマンはジャズ・サバス名義でアルバムをリリースし、ブラック・サバスの楽曲をジャズ風に演奏した。彼は「ミルトン・キーンズ」としてクレジットされている。
アダムは、2023年12月19日、インドのバンガロールでディープ・パープルにドン・エイリーと代わって出演。これはエイリーが1週間前に体調を崩したための代役であった。

## ディスコグラフィ

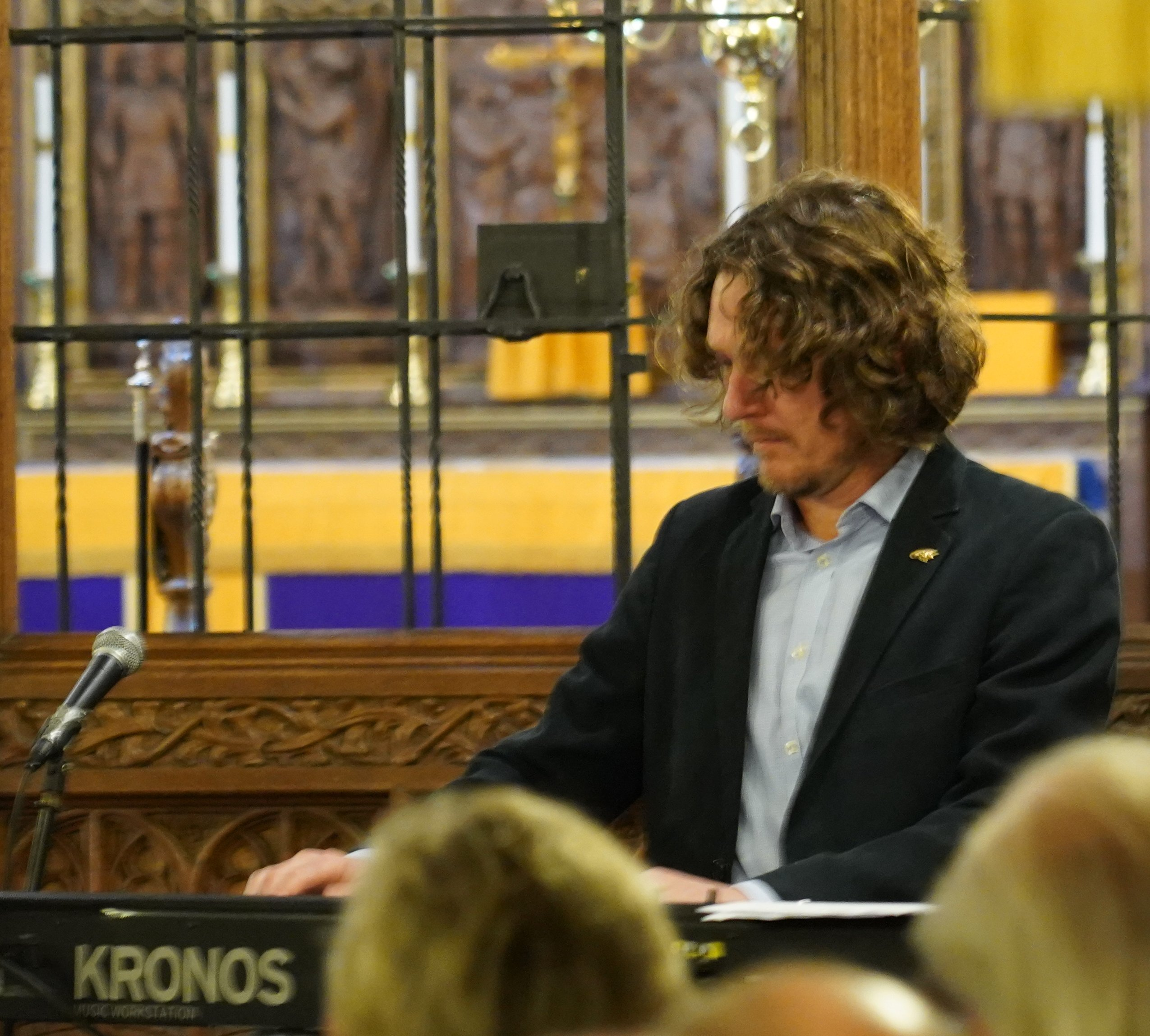
演奏するウェイクマン（2024年）

### ソロ・アルバム
- Soliloquy (1993年)
- 100 Years Overtime (1994年)
- Real World Trilogy (1997年)
- Neurasthenia (2003年)
- A Handful of Memories (2021年)

### ウェイクマン・ウィズ・ウェイクマン
- 『ウェイクマン・ウィズ・ウェイクマン』 - Wakeman With Wakeman (1992年) ※リック・ウェイクマンの『Lure of the Wild』としても発売
- No Expense Spared (1993年)
- The Official Bootleg (1994年)
- 『ウェイクマン・ウィズ・ウェイクマン - ライヴ』 - Wakeman with Wakeman Live (1994年)

### リック・ウェイクマン・アンド・アダム・ウェイクマン
- Romance of the Victorian Age (1994年)
- Vignettes (1996年)
- Tapestries (1996年)

### ダミアン・ウィルソン・アンド・アダム・ウェイクマン
- Weir Keeper's Tale (2016年)
- The Sun Will Dance In Its Twilight Hour (2018年)
- Stripped (2019年)
- Can We Leave The Light On Longer? (2024年)

### ヘッドスペース
- I Am... (2007年) ※EP
- I Am Anonymous (2012年)[8]
- All That You Fear is Gone (2016年)

### ジャズ・サバス
- Jazz Sabbath (2020年) ※ミルトン・キーンズ名義
- Jazz Sabbath Vol. 2 (2022年) ※ミルトン・キーンズ名義
- Jazz Sabbath The 1968 Tapes (2024年) ※ミルトン・キーンズ名義

### 参加アルバム
- リック・ウェイクマン : Light Up The Sky (1994年) ※EP
- Various Artists : 『リヴィーリング・ソングス・オヴ・イエス (トリビュート・トゥ・イエス)』 - The Revealing Songs of Yes (2001年)
- リック・ウェイクマン・アンド・イングリッシュ・ロック・アンサンブル : Out of the Blue (2001年)
- ジェロニモ・ロード : Live at the Orange (2005年)
- リック・ウェイクマン : The Six Wives of Henry VIII Live at Hampton Court Palace (2009年)
- オジー・オズボーン : 『スクリーム』 - Scream (2010年)
- スネイクチャーマー : 『スネイクチャーマー』 - Snakecharmer (2013年)
- ブラック・サバス : The End (2016年) ※EP、キーボード (5–8曲目)
- スネイクチャーマー : 『セカンド・スキン』 - Second Skin (2017年)
- ブラック・サバス : 『ジ・エンド～伝説のラスト・ショウ』 - The End: Live in Birmingham (2017年) ※DVD&CD